# Stanisław Łukaszczyk
Stanisław Łukaszczyk (ur. 13 lipca 1944 w Murzasichlu) – polski biathlonista, dwukrotny medalista mistrzostw świata, olimpijczyk. Reprezentant klubów SN PTT i WKS Zakopane.

## Kariera
W sztafecie razem z Józefem Gąsienicą-Sobczakiem, Stanisławem Szczepaniakiem oraz Józefem Rubisiem zdobył w sztafecie dwa medale: brązowy na mistrzostwach świata w Elverum w 1965 roku i srebrny podczas rozgrywanych rok później mistrzostw świata w Garmisch-Partenkirchen. Na mistrzostwach Polski zdobył złoty i srebrny medal (oba w sztafecie).
Po zakończeniu kariery sportowej pracował jako strażnik wysokogórski TPN w rejonie Doliny Pięciu Stawów Polskich (1970–1971), a następnie, do 1987 jako ratownik górski GOPR. W latach 1982–1987 pełnił funkcję Naczelnika Grupy Tatrzańskiej GOPR. Jest też przewodnikiem tatrzańskim, instruktorem ratownictwa i narciarstwa.
24 października 2009 r. za wybitne zasługi dla rozwoju ratownictwa górskiego, za wykazaną odwagę i poświęcenie w ratowaniu zdrowia i życia ludzkiego, za działalność w Tatrzańskim Ochotniczym Pogotowiu Ratunkowym został odznaczony Krzyżem Kawalerskim Orderu Odrodzenia Polski.

## Osiągnięcia

### Igrzyska olimpijskie
| Rok  | Miejscowość | Konkurencje | Konkurencje | Konkurencje | Konkurencje | Konkurencje | Konkurencje | Konkurencje |
| Rok  | Miejscowość | IN          | SP          | PU          | MS          | RL          | MR          | SR          |
| ---- | ----------- | ----------- | ----------- | ----------- | ----------- | ----------- | ----------- | ----------- |
| 1968 | Grenoble    | 8.          | nd.         | nd.         | nd.         | 4.          | nd.         | –           |

### Mistrzostwa świata
| Rok  | Miejscowość            | Konkurencje | Konkurencje | Konkurencje | Konkurencje | Konkurencje | Konkurencje | Konkurencje |
| Rok  | Miejscowość            | IN          | SP          | PU          | MS          | RL          | MR          | SR          |
| ---- | ---------------------- | ----------- | ----------- | ----------- | ----------- | ----------- | ----------- | ----------- |
| 1965 | Elverum                | 24.         | nd.         | nd.         | nd.         | –           | nd.         | –           |
| 1966 | Garmisch-Partenkirchen | 10.         | nd.         | nd.         | nd.         | 2.          | nd.         | –           |
| 1967 | Altenberg              | 40.         | nd.         | nd.         | nd.         | 6.          | nd.         | –           |
| 1969 | Zakopane               | 12.         | nd.         | nd.         | nd.         | 6.          | nd.         | –           |
| 1970 | Östersund              | 22.         | nd.         | nd.         | nd.         | –           | nd.         | –           |